# Optog gennem Ringsted
|  | Denne artikel er oprettet af botten Steenthbot ud fra en ekstern database. Den kan derfor have sproglige fejl eller mangler. Denne skabelon kan fjernes efter kontrol af indholdet. |

Optog gennem Ringsted er en dansk dokumentarisk optagelse fra 1926.

## Handling
Ringsted fester. Den 12. september 1926 fejrer Ringsted by Den Midtsjællandske Udstilling med et historisk Chr. IV-optog med ryttere og udklædte mennesker. Optoget, som består af 200 mennesker, heraf ca. 50 til hest, går gennem byens gader og samles på Ringsted Stadion. Optagelser fra det store marked med udstillinger fra byens industrielle virksomheder, bl.a. Ringsted Cementvarefabrik & Betonstøberi samt Ringsted Jernstøberi og Maskinfabrik.